# النظام القديم (فرنسا)

Louis XIV of France, under whose reign the Ancien Régime reached an ملكية مطلقة form of government, portrait by هياسنته ريجو, 1701

اقتحام سجن الباستيل في الرابع عشر من توليوز 1789, وامتي عنت فيما بعد نهاية النظام القديم. رسم اللوحة جون بيير هووال

كان النظام القديم (بالفرنسية: Ancien Régime) النظام السياسي والاجتماعي لمملكة فرنسا منذ العصور الوسطى المتأخرة (نحو القرن الخامس عشر) حتى الثورة الفرنسية عام 1789 التي أدت إلى الإطاحة بالملكية الوراثية وبالنظام الإقطاعي والنبلاء الفرنسيين. حكمت سلالتا آل فالوا وآل بوربون خلال النظام القديم. يستخدم المصطلح في بعض الأحيان للإشارة إلى أنظمة إقطاعية مماثلة في ذلك الوقت في أماكن أخرى في أوروبا، كسويسرا مثلًا. نتجت البنى الإدارية والاجتماعية للنظام القديم من سنوات بناء الدولة والقوانين التشريعية (كمرسوم فيلير كوتيريه) والنزاعات الداخلية والحروب الأهلية. أعاقت حروب هوغوينوت (أو حروب الدين بين عامي 1562 و1598) محاولات سلالة آل فالوا لإصلاحها وإعادة فرض السيطرة على المراكز السياسية المتناثرة للبلاد. انصب تركيز معظم فترات عهدي هنري الرابع (حكم منذ عام 1589 حتى عام 1610) ولويس الثالث عشر (حكم منذ عام 1610 حتى عام 1643) والسنوات الأولى من عهد لويس الرابع عشر (حكم منذ عام 1643 حتى عام 1715) على المركزية الإدارية. على الرغم من مفهوم الملكية المطلقة (التي تمثلت في حق الملك في إصدار أحرف الختم) والجهود التي بذلها الملوك من أجل تطوير دولة مركزية، حافظت مملكة فرنسا على التجاوزات الإدارية: كانت السلطة متداخلة بانتظام، وقاوم النبلاء التغيير وفعلوا كل ما في وسعهم للاحتفاظ باستقلالهم.
كان الدافع إلى المركزية في هذه الفترة مرتبطًا بشكل مباشر بمسائل التمويل الملكي والقدرة على شن الحرب. تطلبت النزاعات الداخلية والأزمات السلالية للقرنين السادس عشر والسابع عشر (حروب الدين بين الكاثوليك والبروتستانت والنزاع الداخلي بين أسرة هابسبورغ) والتوسع الإقليمي لفرنسا في القرن السابع عشر مبالغ ضخمة من المال تعيّن جمعها عن طريق الضرائب، مثل ضريبة الأرض (تايل) والضريبة على الملح (غابيل) وعن طريق مساهمات الرجال والخدمة من النبلاء.
كان أحد مفاتيح هذه المركزية هو استبدال أنظمة المحسوبية الشخصية المنظمة حول الملك والنبلاء الآخرين بأنظمة مؤسساتية مبنية حول الدولة. ساهمت تعيينات المشرفين – ممثلو السلطة الملكية في المقاطعات- بالكثير لتقويض السيطرة المحلية للنبلاء الإقليميين. وينطبق الأمر نفسه على الاعتماد الكبير الذي أظهره البلاط الملكي على نبلاء اللباس كقضاة ومستشارين ملكيين. كان لإنشاء محاكم الاستئناف الإقليمية الهدف ذاته في تسهيل إدخال السلطة الملكية إلى الأراضي التي ضُمت حديثًا، إلا أنه مع تزايد ثقة محاكم الاستئناف بنفسها، أخذت تصبح سببًا للشقاق.

## أصل المصطلح
ظهر مصطلح النظام القديم للمرة الأولى في الطباعة باللغة الإنجليزية في عام 1794 (بعد عامين على تدشين الجمهورية الفرنسية الأولى) وكان في الأصل ازدرائيًا بطبيعته، لاحظ سيمون شاما: «ما أن نُحت المصطلح تقريبا، شُحن «النظام القديم» تلقائيًا بدلالات على كل من التقليدية والشيخوخة. كان يستحضر مجتمعًا مليئًا بالمفارقات التاريخية لدرجة أن صدمة العنف الكبير وحدها يمكن أن تحرر الكائن الحي داخله. نظرًا إلى بطئه المؤسساتي وجموده الاقتصادي وضموره الثقافي وتقسيمه إلى طبقات، كان «النظام القديم» غير قادر على التحديث الذاتي.

## السياسة الخارجية

### حرب التسع سنوات 1688-1697
كانت حرب التسع سنوات (1697-1688) نزاعًا كبيرًا بين فرنسا وتحالف على مستوى أوروبا يضم النمسا والإمبراطورية الرومانية المقدسة والجمهورية الهولندية وإسبانيا وإنجلترا وسافوي. خيضت الحرب في القارة الأوروبية والبحار المحيطة وفي آيرلندا وأمريكا الشمالية والهند. كانت أول حرب عالمية حقيقية.
كان لويس الرابع عشر قد خرج من الحرب الفرنسية الهولندية على أنه الملك الأقوى في أوروبا، حاكم مطلق حقق انتصارات عسكرية عديدة. باستخدام مزيج من العدوان والضم والوسائل شبه القانونية، شرع لويس الرابع عشر في توسيع مكاسبه لتحقيق الاستقرار وتقوية حدود فرنسا، الأمر الذي بلغ ذروته في حرب لم الشمل القصيرة (1683-1684). ضمنت هدنة راتيسبون الناتجة الحدود الجديدة لفرنسا لمدة 20 عامًا، إلا أن الإجراءات اللاحقة التي قام بها لويس الرابع عشر – لا سيما إلغاء مرسوم نانت في عام 1685- أدت إلى إضعاف هيمنته العسكرية والسياسية. كان قرار لويس الرابع عشر يهدف إلى عبور نهر الراين في سبتمبر من عام 1688 لتوسيع نفوذه والضغط على الإمبراطورية الرومانية المقدسة لقبول مطالبه الإقليمية والسلالية، إلا أنه حين قرر ليوبولد الأول والأمراء الألمان المقاومة، وحين قرر جنرال الولايات وويليام الثالث جلب الهولنديين والإنجليز إلى الحرب ضد فرنسا، واجه الملك الفرنسي أخيرًا تحالفًا قويًا يهدف إلى كبح طموحاته. دار القتال الرئيسي حول حدود فرنسا، في هولندا الإسبانية وراينلاند ودوقية سافوي وكاتالونيا. مال القتال بشكل عام لمصلحة جيوش لويس الرابع عشر، ولكن بحلول عام 1696، كانت بلاده قد وقعت في قبضة أزمة اقتصادية. واستُنفدت أيضًا القوى البحرية (إنجلترا وجمهورية هولندا) ماليًا، وعند انشقاق سافوي عن التحالف، كانت جميع الأطراف حريصة على تسوية تفاوضية. بموجب شروط معاهدة ريسويك (1697)، احتفظ لويس الرابع عشر بكامل الألزاس، غير انه أجبر على إعادة اللورين إلى حاكمها والتخلي عن أي مكاسب على الضفة اليمنى لنهر الراين. وقبِل لويس الرابع عشر أيضًا ويليام الثالث كملك شرعي لإنجلترا، في حين حصل الهولنديون على نظام حصونهم الفاصلة في هولندا الإسبانية للمساعدة في تأمين حدودهم. وعلى الرغم من ذلك، مع اقتراب كارلوس الثاني المريض والذي لم يخلف أطفالًا من نهايته، فإن صراعًا جديدًا على وراثة الإمبراطورية الإسبانية جعل لويس الرابع عشر والتحالف الكبير متورطين في حرب نهائية- حرب الخلافة الإسبانية.

### حرب الخلافة الإسبانية: 1702-1714
امتلكت إسبانيا عددًا من المستعمرات الرئيسية، بغض النظر عن أراضيها. وسيطرت على أقاليم هامة في أوروبا والعالم الجديد. أنتجت المستعمرات الأمريكية الإسبانية كميات هائلة من الفضة التي كانت تُجلب إلى إسبانيا كل بضع سنوات في قوافل. كانت لدى إسبانيا أيضًا العديد من نقاط الضعف. كان اقتصادها المحلي ضعيفًا، إذ كان يمتلك القليل من التجارة أو الصناعة أو الكفاءة المهنية المتقدمة. عمليًا كانت يترتب عليها استيراد كل أسلحتها. امتلكت إسبانيا جيشًا ضخمًا إلا أنه كان سيئ الدريب وسيئ التجهيز. وامتلكت قوة بحرية صغيرة إلى حد يثير الاستغراب، إذ كانت قوة الملاحة تتمتع بأولوية متدنية بين النخب الإسبانية. سيطرت الحكومات المحلية والإقليمية، والنبلاء المحليون، على معظم عمليات صنع القرار. كانت الحكومة المركزية ضعيفة للغاية، مع بيروقراطية متوسطة، وقليل من القادة الأكفاء. حكم الملك كارلوس الثاني منذ عام 1665 حتى عام 1700، إلا أن صحته العقلية والجسدية كانت ضعيفة للغاية.
وبالنظر إلى عدم امتلاك الملك تشارلز الثاني لأي أطفال، أطلق السؤال حول من سيخلف العرش الإسباني العنان لحرب كبرى. اقترحت أسرة هابسبورغ التي اتخذت من فيينا مقرًا لها، والتي كان تشارلز الثاني أحد أفرادها، مرشحها الخاص للعرش. في حين عارض آل بوربون، العائلة الحاكمة لفرنسا، بشكل غريزي توسع قوة هابسبورغ ضمن أوروبا وكان لديهم أيضًا مرشح: فيليب، حفيد الملك القوي لويس الرابع عشر. كانت تلك مواجهة بين نموذجين مختلفين للنظام القديم، النموذج الفرنسي والنموذج الإسباني (أو نموذج هابسبورغ).
امتلاك إسبانيا للفضة، وعدم قدرتها على حماية مستعمراتها، جعلتها هدفًا واضحًا للغاية للأوروبيين الطموحين. على مدى أجيال، كان الإنجليز يفكرون في الاستيلاء على أسطول الخزينة الإسباني، وهو عمل لم ينجز سوى لمرة واحدة، عام 1628، من قبل الهولندي بيت هاين.

## معرض صور

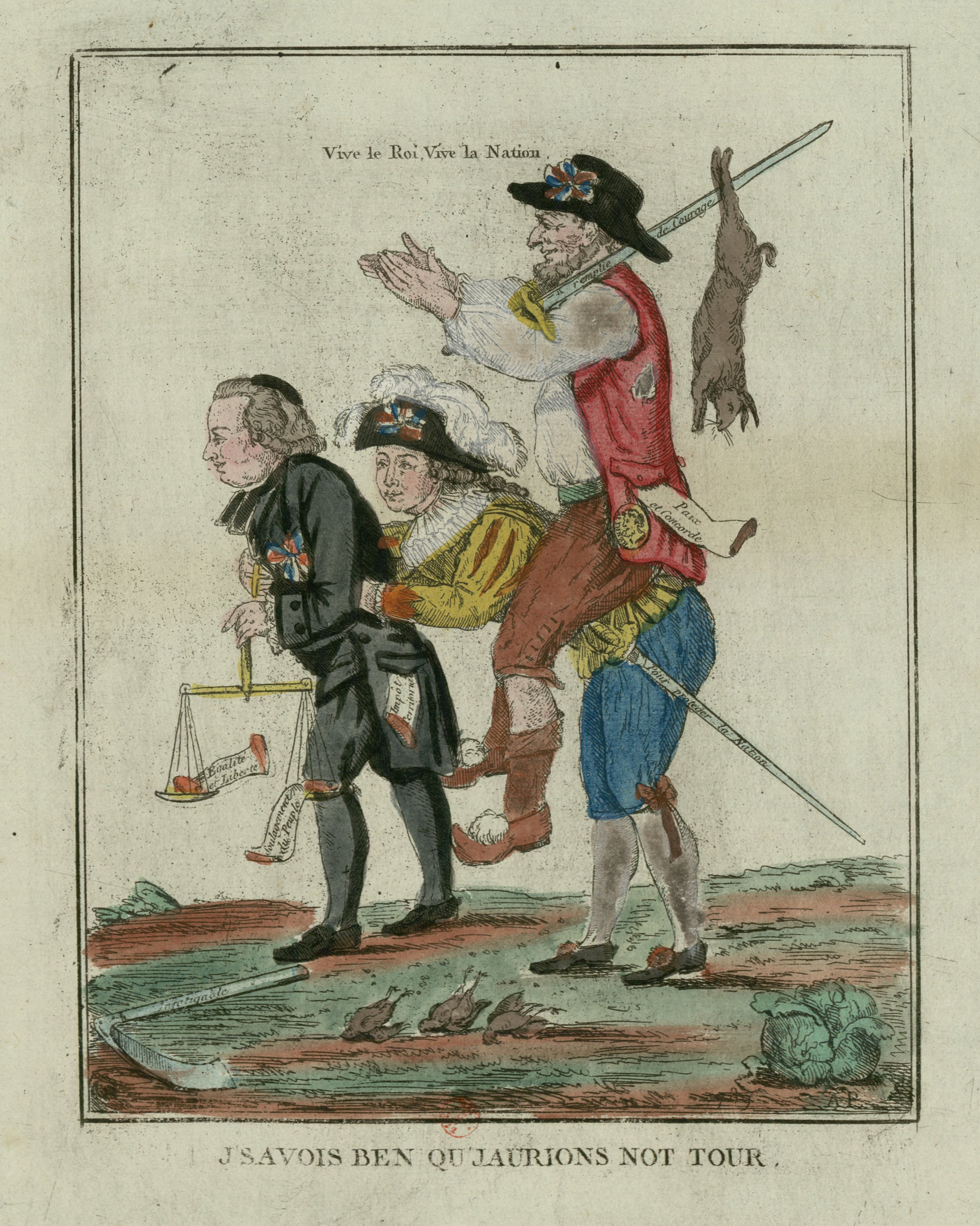
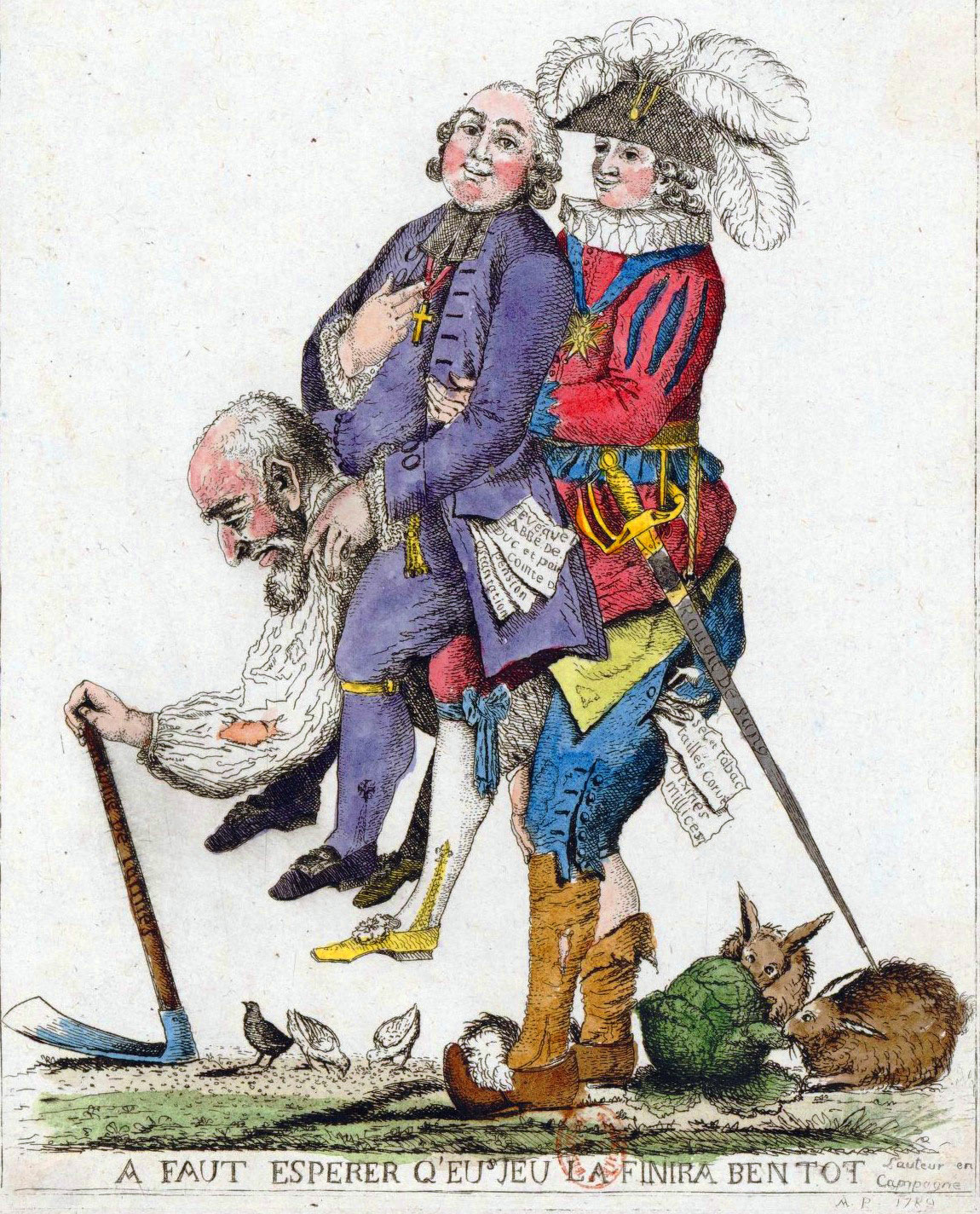
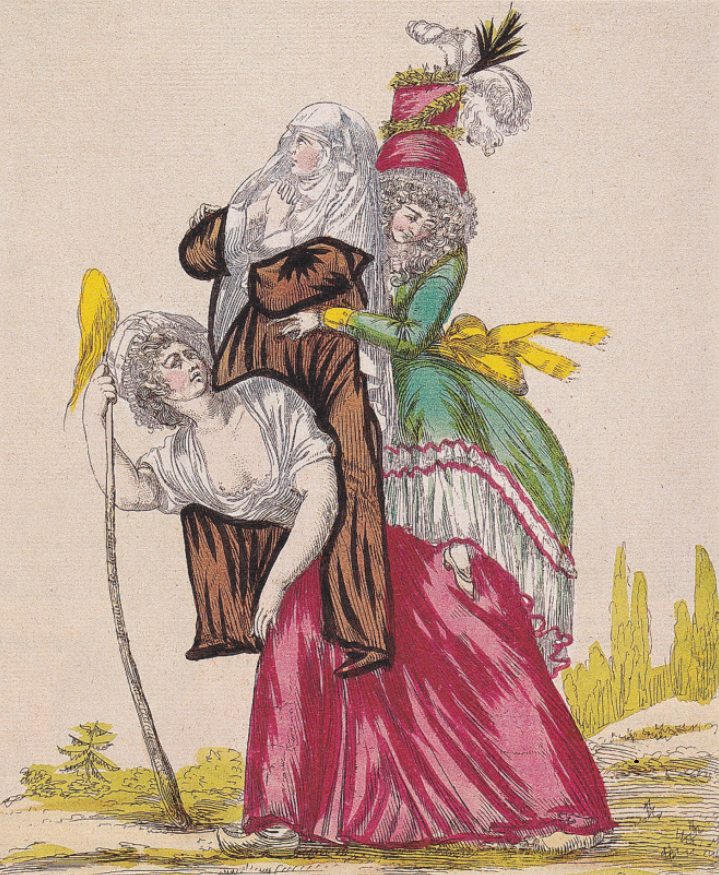